# Friedrich Theodor von Frerichs
Friedrich Theodor von Frerichs, né le 24 mars 1819 à Aurich et mort le 14 mars 1885 à Berlin, est un pathologiste allemand.

## Biographie
Après avoir obtenu son diplôme de médecine à l'Université de Göttingen en 1841, il retourne à Aurich où il passe plusieurs années à travailler comme opticien. En 1846, il retourne à l'université de Göttingen en tant qu'instructeur, puis est professeur aux universités de Kiel (1850) et de Breslau (1852). En 1859, il succède à Johann Lukas Schönlein comme médecin en chef à la Charité de Berlin. Il reste à la Charité jusqu'à sa mort en 1885. Certains de ses assistants et étudiants les plus connus comprenaient Paul Ehrlich (1854–1915), Adolf Weil (1848–1916), Paul Langerhans (1847–1888), Bernhard Naunyn (1839–1925), Heinrich Irenaeus Quincke (1842–1922), Friedrich Albin Hoffmann (1843–1924), Wilhelm Ebstein (1836–1912) et Hugo Rühle (1824–1888).
Frerichs apporte de nombreuses contributions aux sciences médicales et est particulièrement connu pour ses recherches sur les maladies rénales et hépatiques. Il publie le premier manuel allemand de néphrologie et effectue des recherches microscopiques sur la maladie de Bright. Il est le premier à identifier les trois stades principaux de cette maladie et comment elle conduit à la fibrose et à l'atrophie. Frerichs donne la première description clinique de la dégénérescence hépatolenticulaire familiale progressive (maintenant connue sous le nom de maladie de Wilson) et découvre également la présence de leucine et de tyrosine dans l'urine impliquant une atrophie jaune du foie. Il décrit aussi les changements anatomiques qui se produisent lors d'une cirrhose du foie et du paludisme pernicieux.
Frerichs est un pionnier dans le domaine de la recherche sur la sclérose en plaques et décrit le nystagmus comme un symptôme de la maladie. Il fournit également une description clinique précoce d'un lien entre la sclérose en plaques et certains troubles mentaux,.
Il meurt le 14 mars 1885 à Berlin des suites d'une « courte maladie ».

## Éponyme associé
- « Théorie de Frerichs » : Théorie de l'intoxication urémique[9].

## Œuvres
- De polyporum structura penitiori, Göttingen, 1843
- (de) Untersuchungen über Galle in physiologischer und pathologischer Beziehung, Göttingen, 1845Études de la bile dans ses relations physiologiques et pathologiques
- Commentatio de natura miasmatis palustris, Göttingen, 1845, thèse d'habilitation
- (de) Über Gallert- und Colloidgeschwülste, 1847Sur les tumeurs gélatineuses et colloïdes
- (de) Über das Mass des Stoffwechsels, sowie über die Verwendung der Stickstoffhaltigen und stickstoffreien Nahrungsstoffe, Archiv für Anatomie, Physiologie und wissenschaftliche Medicin, Leipzig, 1849Sur la mesure du métabolisme et sur l'utilisation de nutriments azotés et sans azote
- (de) Ueber Hirnsklerose (10: 334–350), Archiv für die gesammte Medicin, Jena, 1849traité sur la sclérose
- (de) Die Bright’sche Nierenkrankheit und deren Behandlung, Braunschweig, Friedrich Vieweg und Sohn, 1851Sur la maladie rénale de Bright et son traitement
- (de) Klinik der Leberkrankheiten (2 volumes et atlas), Braunschweig, Friedrich Vieweg und Sohn, 1858[8] ; traduit en anglais : (vol. 1, 1860) et (vol. 2, 1861)
- (de) Über den Diabetes, 1884traité sur le diabète